# Haardtrand – Auf dem Schoeb
Das Naturschutzgebiet Haardtrand – Auf dem Schoeb liegt im Landkreis Südliche Weinstraße in Rheinland-Pfalz. Das etwa 26 ha große Gebiet, das im Jahr 1991 unter Naturschutz gestellt wurde, erstreckt sich direkt am nördlichen Ortsrand der Ortsgemeinde Albersweiler. Unweit südlich verläuft die Landesstraße 507, unweit östlich fließt der Schwelterbach. Südlich fließt die Queich und verläuft die B 10.